# Ögoninflammation

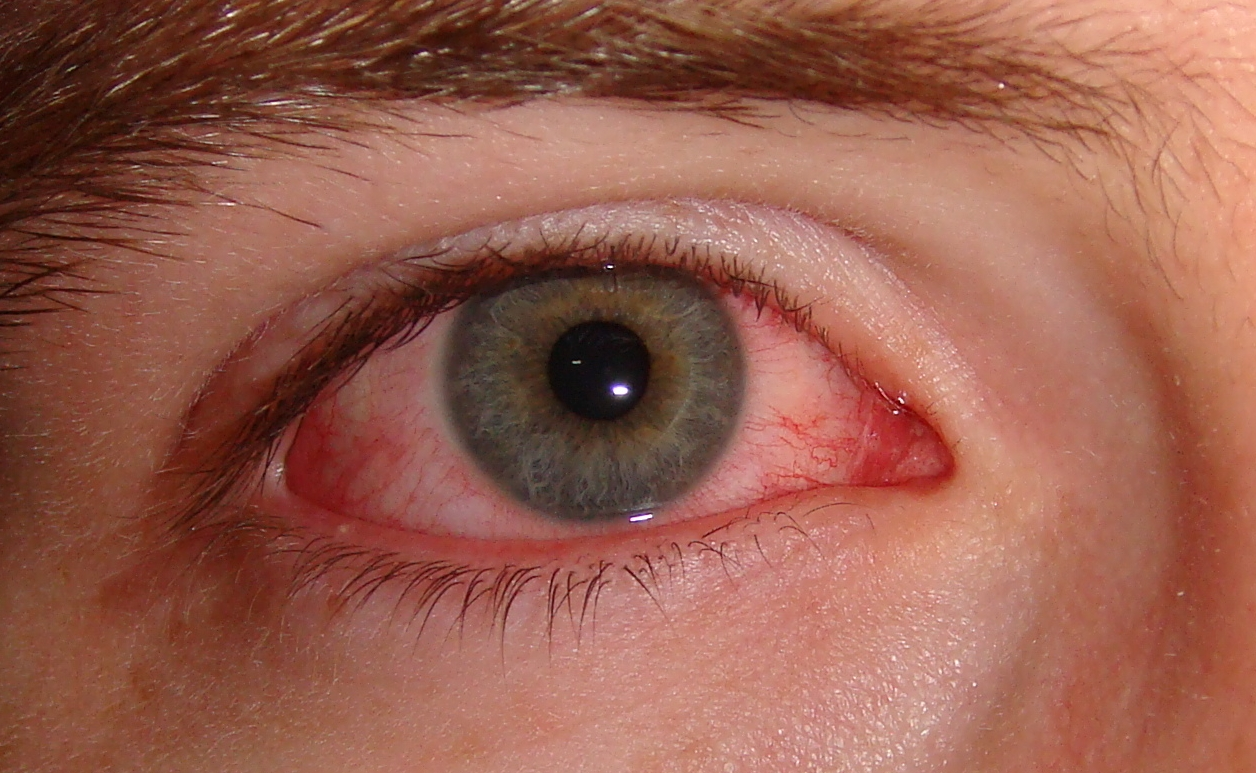
Ögoninflammation.

En ögoninflammation är en inflammation i bindhinnan som kan förorsakas av främmande föremål, olika infektioner och allergiska reaktioner. Ögat blir då rött, kliar, vattnas och man får en känsla av "grus i ögat", och ibland sveda.
Virusinfektioner gör att ögat tåras mer, och angriper vanligen bara ett av ögonen. Pollenallergi eller allergiska reaktioner på kemiska ämnen i till exempel kosmetika kan ge kortare eller längre obehag. Det är sällsynt att bindhinnekatarr medför allvarligare komplikationer.
Normalt läker en ögoninflammation av sig själv. I annat fall kan läkare ge medicinsk hjälp, som då vanligtvis ges i form av ögondroppar.